# Кочкильдино
Кочкильдино (баш. Күскилде) — деревня в Мишкинском районе Республики Башкортостан Российской Федерации. Входит в состав Акбулатовского сельсовета. 

## География

### Географическое положение
Расстояние до:
- районного центра (Мишкино): 14 км,
- центра сельсовета (Новоакбулатово): 4 км,
- ближайшей ж/д станции (Загородная): 139 км.

## Население
| 2002 | 2009 | 2010 |
| ---- | ---- | ---- |
| 4    | ↘3   | →3   |

Национальный состав
Согласно переписи 2002 года, преобладающая национальность — марийцы (100 %).